# Magányos farkas (film, 1983)
A Magányos farkas (eredeti cím: Lone Wolf McQuade) 1983-as amerikai bűnügyi akciófilm Steve Carver rendezésében. A főszerepben Chuck Norris, David Carradine, Barbara Carrera, L.Q. Jones, R.G. Armstrong, Leon Isaac Kennedy és Robert Beltran látható.
Steve Carver rendező korábban már dolgozott együtt Chuck Norrisszal az A Eye for an Eye című filmben.
A film 1983. április 15-én jelent meg.

## Rövid történet
Miután segít a helyi rendőrségnek néhány lótolvaj ellen, J.J. McQuade texasi ranger egy fegyverkereskedő drogbárót is célba vesz. Ugyanaz a nő érdekli őket, és mindketten a harcművészetekben jeleskednek.

## Szereplők
- Chuck Norris: Jim "J.J." McQuade
- David Carradine: Rawley Wilkes[2]
- Barbara Carrera: Lola Richardson
- Leon Isaac Kennedy: Marcus Jackson FBI ügynök
- John Anderson: Burnside ATF ügynök
- Robert Beltran: Arcadio "Kayo" Ramos közlegény
- L.Q. Jones: Dakota Brown vadőr
- Dana Kimmell: Sally McQuade
- R.G. Armstrong: T. Tyler kapitány
- Tommy Ballard: Remsing ezredes
- Oscar Hidalgo: Oscar Garcia őrmester
- Jorge Cervera Jr.: "Jefe"
- Sharon Farrell: Molly McQuade
- Anthony Caglia: gyakornok
- Robert Jordan: Bobby Drew
- Daniel Frishman: Emilio Falcon
- Hector Serrano: kubai
- William Sanderson: "Hó"
- Aaron Norris: Punk
- Ray Marker: katona (stáblistán nem szerepel)
- Kale Stokerton: durva férfi a kocsmában (stáblistán nem szerepel)
- Kane Hodder: Goon (stáblistán nem szerepel)
- David Lee Smith: pilóta